# Armistice de Saint-Jean-d'Acre
L' armistice de Saint-Jean-d'Acre conclut la campagne de Syrie, opération militaire du théâtre moyen-oriental de la Seconde Guerre mondiale dont l'objectif est le contrôle par les Alliés du mandat français en Syrie et au Liban tenu par les forces vichystes de l'armée du Levant.
L'accord est signé le 14 juillet 1941 à Acre, en Palestine mandataire entre les forces alliées au Moyen-Orient placées sous le commandement du général britannique Henry Maitland Wilson et les forces vichystes en Syrie et au Liban, sous le commandement du général Henri Dentz, commandant en chef de l' armée du Levant et haut-commissaire du Levant .

## Contexte de l'armistice
Le 30 juin 1941, après 22 jours de combat, et devant l'impossibilité de faire parvenir des renforts à l'armée du Levant la France de Vichy remet à l'ambassadeur américain de Beyrouth une note indiquant que Philippe Pétain est disposé à autoriser le général Henri Dentz à négocier la fin des hostilités.
Ayant perdu le contrôle du désert du Nord et de la province de l'Euphrate et étant menacé de la perte imminente de Beyrouth, Dentz, décide de demander un armistice. Dans la soirée du 11 juillet, le lieutenant-général britannique Claude Auchinleck, commandant en chef du Middle East Command, reçoit un message radio de Dentz proposant la suspension des hostilités six heures plus tard, à minuit. Le général Dentz se déclare prêt à engager des pourparlers sur la base d'un mémorandum qui lui a été présenté ce matin-là par le consul des États-Unis à Beyrouth au nom du gouvernement britannique. Cependant, Dentz souligne qu'il n'est habilité par le gouvernement français qu'à traiter avec les représentants britanniques à l'exclusion de ceux de la France libre.
Les propositions du général Dentz sont immédiatement examinées par le Middle East War Council. Le conseil tient compte de l'opinion du consul américain à Beyrouth selon qui Dentz ne joue pas franc jeu et pourrait tenter de gagner du temps dans l'espoir d'un sauvetage de dernière minute par les Allemands. En conséquence, ses conditions sont rejetées par les Britanniques et il est invité à envoyer ses représentants vers l'avant-poste britannique situé sur la route Beyrouth-Haïfa à, ou avant, 9 heures, le 12 juillet. Sous peine de quoi les Britanniques menacent de reprendre les hostilités.
Le 12 juillet, le commandant en second de l'armée du Levant, le général Joseph de Verdilhac  se rend, de la Syrie à Acre en Palestine, à la place de son supérieur, le général Dentz, pour assister aux pourparlers. Le numéro du 21 juillet 1941 du magazine Time indique que Dentz a envoyé Verdilhac parce qu'il est plus pro-britannique et moins anti-De Gaulle que Dentz.
A 22 heures, le 12 juillet, l'armistice de Saint Jean d'Acre est paraphé par le général Henry Maitland Wilson qui représente les Alliés et la France de Vichy représentée par Joseph de Verdilhac. Les Britanniques, comme Vichy, ne souhaitent pas que la France libre soit partie prenante de l'accord. Si le général Georges Catroux, nommé par de Gaulle commandant en chef et haut-commissaire dans le Moyen-Orient, est présent aux négociations, il n'est pas invité à signer l'accord.
Les termes de l'armistice permettent aux Britanniques de récupérer l'armement français. Les troupes spéciales du Levant composées de personnels syrien et libanais recrutés localement sont placées sous le commandement britannique. La seule allusion à la France libre dans l'accord est faite dans un protocole secret annexe dans lequel il est indiqué qu'« aucun contact personnel ne sera autorisé entre les individus français et alliés dans le but d'influencer le libre choix des militaires français ». Cette clause interdit aux gaullistes de recruter des volontaires parmi les troupes françaises vichystes.